# Riksmötet 1986/1987
Riksmötet 1986/87 var Sveriges riksdags verksamhetsår 1986–1987. Det pågick från riksmötets öppnande den 7 oktober 1986 till riksmötets avslutning den 5 juni 1987.
Riksdagens talman under riksmötet 1986/87 var Ingemund Bengtsson (S).

## Fotnoter
1. ↑  43 från Centerpartiet och 1 från Kristen demokratisk samling.